# Gao Kegong

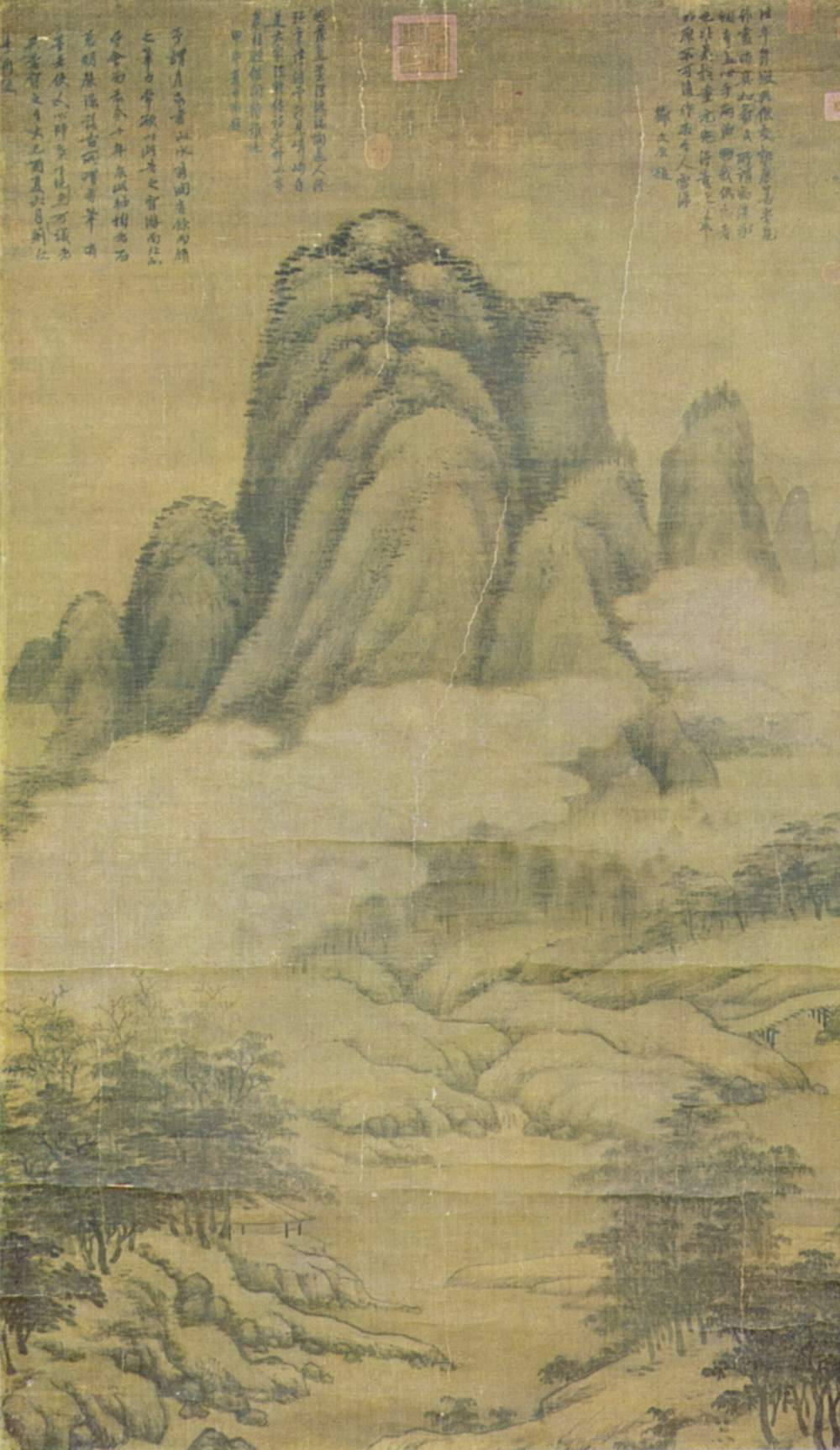
Nevel in mistige bergen, handrol met gewassen inkt en kleur op papier

Gao Kegong (traditioneel Chinees: 髙克恭; 1248–1310) was een Chinees kunstschilder uit Datong, in de provincie Shanxi. Zijn omgangsnaam was Yan Jing en zijn artistieke naam Fang Shan. Samen met zijn vriend Zhao Mengfu (1254–1322) was hij een van de belangrijkste innovators tijdens de Yuan-dynastie.
Gao is met name bekend om zijn shan shui-landschappen met mistige bergen. Aanvankelijk imiteerde hij de stijl van Mi Fu (1051–1107) en diens zoon Mi Youren (1086–1165). Later creëerde hij zijn eigen stijl, waarbij hij voortborduurde op de stijl van Dong Yuan (ca. 934–ca. 962). Gao was een Oeigoer en zijn schilderwerken tonen artistieke invloeden van Han-Chinezen en andere Chinese minderheden.
- Gemeinsame Normdatei: 1019342994
- International Standard Name Identifier: 0000 0000 7106 1047
- KulturNav: 4ed03b0c-7b14-4d51-8b96-b14fc79ef85e
- Library of Congress Control Number: n87841879
- Nationale bibliotheek van Australië: 36650364
- Trove: 1363528
- Union List of Artist Names: 500123263
- Virtual International Authority File: 96591291
- WorldCat: E39PBJrWB74jRRqdHYGqhxvmBP